# Awaous banana
Awaous banana és una espècie de peix de la família dels gòbids i de l'ordre dels perciformes.

## Morfologia
Els mascles poden assolir els 30 cm de longitud total.

## Distribució geogràfica
Es troba des del nord de Florida (Estats Units) fins a les Antilles i Trinitat i Tobago, i des de Tamaulipas (Mèxic) fins a Caracas (Veneçuela). També és present des de la Península de Baixa Califòrnia i Sonora (Mèxic) fins a regió de Tumbes (Perú).